# Los Angeles Galaxy 2003
Questa voce raccoglie le informazioni riguardanti il Los Angeles Galaxy nelle competizioni ufficiali della stagione 2003.

## Stagione
Nella stagione 2003, la squadra californiana termina al ottavo posto la stagione regolare qualificandosi ai play-off nei quali giunge sino ai quarti di finale. In coppa nazionale arriva fino in semifinale.

## Organico
Di seguito la rosa aggiornata al 26 marzo 2003.

### Rosa 2003
| N. |                           | Ruolo | Calciatore            |
| -- | ------------------------- | ----- | --------------------- |
| 1  | Stati Uniti (bandiera)    | P     | Daniel Popik          |
| 2  | Turks e Caicos (bandiera) | A     | Gavin Glinton         |
| 3  | Stati Uniti (bandiera)    | D     | Ryan Suarez           |
| 4  | Stati Uniti (bandiera)    | D     | Paul Broome           |
| 5  | Stati Uniti (bandiera)    | D     | Chris Albright        |
| 6  | Stati Uniti (bandiera)    | D     | Josh Gardner          |
| 7  | Messico (bandiera)        | C     | Antonio Martínez      |
| 8  | Stati Uniti (bandiera)    | C     | Peter Vagenas         |
| 9  | Honduras (bandiera)       | A     | Álex Pineda Chacón    |
| 11 | Stati Uniti (bandiera)    | A     | Sasha Victorine       |
| 12 | Nuova Zelanda (bandiera)  | C     | Simon Elliott         |
| 13 | Stati Uniti (bandiera)    | A     | Cobi Jones (capitano) |
| 14 | Giamaica (bandiera)       | D     | Tyrone Marshall       |
| 15 | Venezuela (bandiera)      | A     | Alejandro Moreno      |

| N. |                                      | Ruolo | Calciatore          |
| -- | ------------------------------------ | ----- | ------------------- |
| 16 | Stati Uniti (bandiera)               | A     | Alan Gordon         |
| 17 | Colombia (bandiera)                  | A     | Diego Serna         |
| 18 | Corea del Sud (bandiera)             | D     | Hong Myung-bo       |
| 19 | Stati Uniti (bandiera)               | A     | Hérculez Gómez      |
| 20 | Guatemala (bandiera)                 | A     | Carlos Ruiz         |
| 21 | Stati Uniti (bandiera)               | A     | Arturo Torres       |
| 22 | Stati Uniti (bandiera)               | P     | Kevin Hartman       |
| 23 | Stati Uniti (bandiera)               | D     | Danny Califf        |
| 29 | Stati Uniti (bandiera)               | D     | Ricky Lewis         |
| 30 | Stati Uniti (bandiera)               | D     | Alexi Lalas         |
|    | Saint Vincent e Grenadine (bandiera) | D     | Ezra Hendrickson    |
|    | Stati Uniti (bandiera)               | A     | Isaias Bardales Jr. |
|    | El Salvador (bandiera)               | A     | Mauricio Cienfuegos |